# Matz Sels
Matz Willy E. Sels (Lint, 1992. február 26. –) belga válogatott labdarúgó, az angol Nottingham Forest játékosa.

## Pályafutása

### Klubcsapatokban
2010 és 2014 között a Lierse csapatában szerepelt, majd januárban a Gent csapatához írt alá. 2016. június 29-én 5 éves szerződést kötött a másodosztályú Newcastle United együttesével. 2017 júniusában egy évre kölcsönbe került az RSC Anderlecht csapatához. 2018. július 27-én aláírt 3,5 millió £-ért a francia Strasbourg csapatához. A 2024–2025-ös szezonban tizenhárom mérkőzésen nem kapott gólt a Nottingham Forest kapusaként, elnyerve a Premier League-aranykesztyű díját.

### A válogatottban
A 2013-as Touloni Ifjúsági Tornán rész vett. 2015 októberében meghívást kapott a felnőtt válogatott keretébe az Andorra és Izrael elleni 2016-os labdarúgó-Európa-bajnokság selejtező mérkőzéseire. Pályára egyik mérkőzésen sem lépett. 2018 májusában bekerült a 2018-as labdarúgó-világbajnokságra készülő bő keretbe. A 23 fős szűk keretbe viszont nem.

## Sikerei, díjai
- KAA Gent
  - Belga bajnok: 2014–15
  - Belga szuperkupa: 2015
- Newcastle United
  - EFL Championship: 2016–17
- RSC Anderlecht
  - Belga szuperkupa: 2017
- Strasbourg
  - Francia ligakupa: 2018–19

Egyéni
- Premier League-aranykesztyű: 2024–2025[5]